# Đợt lốc xoáy bùng phát liên tiếp từ ngày 4–8 tháng 8, 2023
Đợt lốc xoáy bùng phát liên tiếp từ ngày 4–8 tháng 8, 2023 đã gây ảnh hưởng diện rộng trên miền Đông Hoa Kỳ, Đại Bình nguyên Bắc Mỹ và Trung Tây Hoa Kỳ. Một cơn lốc xoáy hạng EF3 hình thành ở Quận Lewis, New York, đã gây thiệt hại đáng kể cho nhà cửa, chuồng trại, khu nghỉ dưỡng trượt tuyết và một nhà nghỉ. Một cơn lốc xoáy hạng EF3 khác đã đổ bộ gần Quận Yuma, Colorado, gây thiệt hại đáng kể cho một số công trình và một cơn lốc xoáy thứ hai hình thành sau đó. Tại Baring, Missouri, một cơn lốc xoáy hạng EF2 đã tấn công khu vực trung tâm thành phố, làm hư hại nhà cửa và làm hai người bị thương. Một cơn lốc xoáy hạng EF2 khác đã đổ bộ vào cả hai quận Sangamon và Christian ở Illinois, khiến cây cối bị hư hại nghiêm trọng trên đường đi của nó. Cơn lốc xoáy hạng EF2 thứ ba của đợt bùng phát đã tấn công các phần phía tây của Knoxville, Tennessee, làm hư hại nhiều tòa nhà bao gồm một khu chung cư. Đợt thời tiết khắc nghiệt này khiến khoảng 1 triệu cư dân mất điện và dẫn đến hơn 1.000 bản tin cảnh báo sơ bộ về gió giật. Ngoài ra, lượng mưa lớn đã gây ra tình trạng khẩn cấp lũ quét hiếm gặp ở Cambridge, Maryland. Hai trường hợp tử vong không phải do lốc xoáy (một ở South Carolina và một ở Alabama) cũng xảy ra.

## Lịch sử khí tượng

Một cơn lốc xoáy hạng EF2 ở phía nam Edinburg, Illinois vào ngày 6 tháng 8.

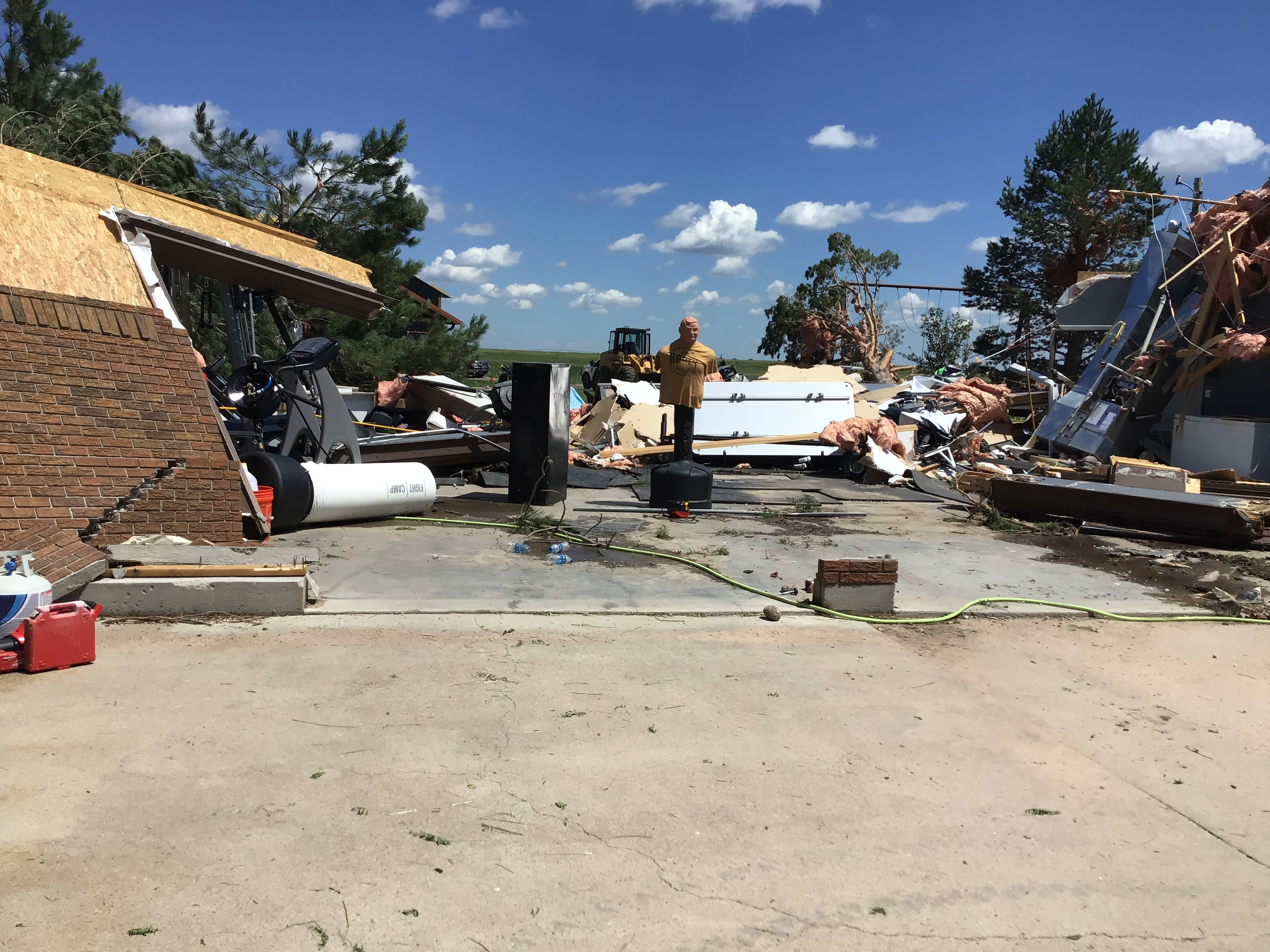
Thiệt hại của một gara gần Yuma, Colorado do lốc xoáy hạng EF3 gậy nên.

Một khối không khí ẩm và không ổn định cùng những cơn gió rất mạnh ở trên cao đã xuất hiện vào ngày 7 tháng 8, với rãnh sóng ngắn tiến về phía bắc Appalachia, và năng lượng đối lưu tiềm tàng có sẵn trong các giá trị 2500-3500 đã tạo ra sự phát triển của trận giông mạnh. Năng lượng nhiệt động lực học và động học ở phía đông của các phần trung tâm của dãy núi Appalachia cũng góp phần vào sự phát triển của giông bão. Trung tâm Dự báo Bão Hoa Kỳ (SPC) đã ban hành mức rủi ro thời tiết khắc nghiệt cấp độ 4/trung bình, cùng với rủi ro lốc xoáy 10%, rủi ro gió giật đáng kể 45% và rủi ro mưa đá 15% vào ngày 7 tháng 8, bao gồm cả khu vực đô thị Washington, D.C, rủi ro vừa phải đầu tiên trong nhiều thập kỷ đối với khu vực DC. Một số trận giông mạnh đã hình thành trước frông lạnh ở phía đông Ohio, phía đông Kentucky và West Virginia và sau đó đông lại thành một hệ thống đối lưu gần như tuyến tính khi tiến đến Washington D.C, Philadelphia và Charlotte, North Carolina, mang theo những trận gió giật mạnh trên diện rộng.

## Danh sách các trận lốc xoáy
| EFU | EF0 | EF1 | EF2 | EF3 | EF4 | EF5 | Tổng cộng |
| 16  | 15  | 17  | 4   | 2   | 0   | 0   | 54        |

### Ngày 4 tháng 8
| Cường độ | Vị trí          | Quận/Hạt/Giáo xứ | Tiểu bang | Toạ độ bắt đầu                              | Thời gian tồn tại (UTC) | Quãng đường di chuyển | Bề rộng tối đa |
| -------- | --------------- | ---------------- | --------- | ------------------------------------------- | ----------------------- | --------------------- | -------------- |
| EF0      | Millvile        | Ray              | MO        | 39°24′21″B 93°56′37″T / 39,4059°B 93,9435°T | 22:57–23:11             | 4,55 mi (7,32 km)     | 20 yd (18 m)   |
| EF0      | Đông Malta Bend | Saline           | MO        | 39°11′50″B 93°21′10″T / 39,1972°B 93,3529°T | 00:17–00:20             | 1,54 mi (2,48 km)     | 20 yd (18 m)   |
| EF2      | Baring          | Knox             | MO        | 40°16′B 92°13′T / 40,26°B 92,22°T           | 04:13–04:15             | 1,64 mi (2,64 km)     | 450 yd (410 m) |

### Ngày 5 tháng 8
| Cường độ | Vị trí                                   | Quận/Hạt/Giáo xứ | Tiểu bang | Toạ độ bắt đầu                              | Thời gian tồn tại (UTC) | Quãng đường di chuyển | Bề rộng tối đa |
| -------- | ---------------------------------------- | ---------------- | --------- | ------------------------------------------- | ----------------------- | --------------------- | -------------- |
| EF1      | Marcelline                               | Adams            | IL        | 40°06′36″B 91°22′33″T / 40,1099°B 91,3759°T | 07:24–07:31             | 2,87 mi (4,62 km)     | 200 yd (180 m) |
| EFU      | Đông Đông Bắc Gleneagle → Tây Bắc Peyton | El Paso          | CO        | 39°04′B 104°40′T / 39,07°B 104,67°T         | 19:40–19:44             | 2,16 mi (3,48 km)     | 10 yd (9,1 m)  |
| EF0      | Bắc Tây Bắc Maurice                      | Sioux            | IA        | 42°59′35″B 96°12′36″T / 42,993°B 96,21°T    | 19:30–19:33             | 0,92 mi (1,48 km)     | 30 yd (27 m)   |
| EFU      | Nam Tây Nam Sioux Center                 | Sioux            | IA        | 43°02′49″B 96°12′32″T / 43,047°B 96,209°T   | 19:42                   | 0,05 mi (0,080 km)    | 10 yd (9,1 m)  |
| EF0      | Đông Bắc Grand Tower                     | Jackson          | IL        | 37°39′20″B 89°28′04″T / 37,6556°B 89,4677°T | 22:15–22:16             | 0,5 mi (0,80 km)      | 25 yd (23 m)   |
| EFU      | Đông Đông Bắc Willow Hill                | Jasper           | IL        | 39°01′B 87°58′T / 39,02°B 87,97°T           | 22:30–22:31             | 0,11 mi (0,18 km)     | 20 yd (18 m)   |
| EFU      | Đông Snyder                              | Dodge            | NE        | 41°43′B 96°43′T / 41,71°B 96,71°T           | 00:53                   | 0,1 mi (0,16 km)      | 25 yd (23 m)   |
| EFU      | Đông Arcadia                             | Carroll          | IA        | 42°05′09″B 94°57′49″T / 42,0859°B 94,9636°T | 02:24–02:25             | 0,32 mi (0,51 km)     | 25 yd (23 m)   |
| EF0      | Nam Tây Nam Auburn                       | Sac              | IA        | 42°12′50″B 94°53′42″T / 42,2139°B 94,8951°T | 02:29–02:31             | 0,9 mi (1,4 km)       | 35 yd (32 m)   |
| EFU      | Tây Nam Auburn                           | Sac              | IA        | 42°13′25″B 94°54′08″T / 42,2235°B 94,9021°T | 02:30–02:31             | 0,32 mi (0,51 km)     | 50 yd (46 m)   |

### Ngày 6 tháng 8
| Cường độ | Vị trí                                            | Quận/Hạt/Giáo xứ    | Tiểu bang | Toạ độ bắt đầu                              | Thời gian tồn tại (UTC) | Quãng đường di chuyển | Bề rộng tối đa |
| -------- | ------------------------------------------------- | ------------------- | --------- | ------------------------------------------- | ----------------------- | --------------------- | -------------- |
| EF0      | Đông Bắc Lima                                     | Beaverhead          | MT        | 44°40′37″B 112°24′40″T / 44,677°B 112,411°T | 20:12–20:19             | 1,64 mi (2,64 km)     | 40 yd (37 m)   |
| EFU      | Nam Boulder                                       | Jefferson           | MT        | 46°04′44″B 112°07′59″T / 46,079°B 112,133°T | 21:11–21:17             | 3,66 mi (5,89 km)     | 70 yd (64 m)   |
| EFU      | Đông Nam Dallas City → Đông La Harpe              | Hancock             | IL        | 40°34′39″B 91°05′24″T / 40,5776°B 91,0899°T | 22:40–23:15             | 8,01 mi (12,89 km)    | 20 yd (18 m)   |
| EF2      | Bắc Pawnee → Bắc Taylorville → Tây Bắc Assumption | Sangamon, Christian | IL        | 39°38′03″B 89°34′13″T / 39,6341°B 89,5702°T | 23:09–00:03             | 25,31 mi (40,73 km)   | 450 yd (410 m) |
| EF1      | Haysville → Nam Tây Nam Paoli                     | Dubois, Orange      | IN        | 38°29′23″B 86°56′33″T / 38,4896°B 86,9426°T | 04:24–04:53             | 25,9 mi (41,7 km)     | 200 yd (180 m) |
| EF1      | Nam French Lick                                   | Orange              | IN        | 38°32′34″B 86°37′24″T / 38,5429°B 86,6233°T | 04:45–04:46             | 0,98 mi (1,58 km)     | 40 yd (37 m)   |
| EF1      | Bắc Paoli                                         | Orange              | IN        | 38°33′49″B 86°28′51″T / 38,5636°B 86,4807°T | 04:53–04:55             | 1 mi (1,6 km)         | 110 yd (100 m) |
| EF0      | Nam Đông Nam Paoli                                | Orange              | IN        | 38°32′04″B 86°27′35″T / 38,5345°B 86,4598°T | 04:53–04:54             | 0,56 mi (0,90 km)     | 60 yd (55 m)   |
| EF1      | Paoli → Tây Livonia                               | Orange              | IN        | 38°33′28″B 86°29′11″T / 38,5577°B 86,4863°T | 04:53–05:02             | 8,74 mi (14,07 km)    | 175 yd (160 m) |

### Ngày 7 tháng 8
| Cường độ | Vị trí                                                 | Quận/Hạt/Giáo xứ              | Tiểu bang | Toạ độ bắt đầu                                | Thời gian tồn tại (UTC) | Quãng đường di chuyển | Bề rộng tối đa |
| -------- | ------------------------------------------------------ | ----------------------------- | --------- | --------------------------------------------- | ----------------------- | --------------------- | -------------- |
| EF1      | Tây Salem                                              | Washington                    | IN        | 38°35′45″B 86°08′28″T / 38,5957°B 86,1412°T   | 05:13–05:15             | 1,78 mi (2,86 km)     | 60 yd (55 m)   |
| EF2      | Bắc Farragut → Tây Knoxville                           | Knox                          | TN        | 35°55′51″B 84°09′29″T / 35,9308°B 84,158°T    | 18:17–18:23             | 3,7 mi (6,0 km)       | 200 yd (180 m) |
| EF1      | Nam Erwin, TN → Tây Tây Nam Green Mountain             | Yancey, Mitchell              | NC        | 36°02′10″B 82°24′07″T / 36,036°B 82,402°T     | 18:48–18:57             | 6,23 mi (10,03 km)    | 50 yd (46 m)   |
| EF1      | Tây Bắc Louisa, KY → Đông Nam Fort Gay, WV             | Lawrence (KY), Wayne (WV)     | KY, WV    | 38°07′59″B 82°40′42″T / 38,1331°B 82,6784°T   | 19:00–19:10             | 6,31 mi (10,15 km)    | 400 yd (370 m) |
| EF1      | Tây Nam Claremont → Bắc Mooresville → Đông China Grove | Catawba, Iredell, Rowan       | NC        | 35°42′B 81°10′T / 35,7°B 81,17°T              | 20:40–21:22             | 36,23 mi (58,31 km)   | 550 yd (500 m) |
| EF1      | Blackrock                                              | York                          | PA        | 39°43′21″B 76°51′37″T / 39,7225°B 76,8603°T   | 21:02–21:05             | 0,52 mi (0,84 km)     | 75 yd (69 m)   |
| EF0      | Huntersville                                           | Mecklenburg                   | NC        | 35°25′B 80°56′T / 35,41°B 80,93°T             | 21:07–21:10             | 1,8 mi (2,9 km)       | 50 yd (46 m)   |
| EF1      | Nam Đông Nam Dryden → Đông Nam Blodgett Mills          | Tompkins, Cortland            | NY        | 42°26′37″B 76°16′08″T / 42,4437°B 76,2688°T   | 21:13–21:36             | 11,11 mi (17,88 km)   | 200 yd (180 m) |
| EF1      | Đông Cross Roads                                       | York                          | PA        | 39°49′05″B 76°33′14″T / 39,8181°B 76,554°T    | 21:24–21:28             | 1,53 mi (2,46 km)     | 50 yd (46 m)   |
| EFU      | Tây Tây Bắc Bird City                                  | Cheyenne                      | KS        | 39°45′40″B 101°34′22″T / 39,7612°B 101,5728°T | 21:35–21:36             | 0,24 mi (0,39 km)     | 75 yd (69 m)   |
| EF0      | Rawlinsville                                           | Lancaster                     | PA        | 39°52′50″B 76°16′02″T / 39,8806°B 76,2673°T   | 21:40–21:41             | 0,51 mi (0,82 km)     | 40 yd (37 m)   |
| EF1      | Đông Đông Bắc Harmony, PA → Tây Nam Deposit, NY        | Susquehanna (PA), Broome (NY) | PA, NY    | 41°58′46″B 75°30′06″T / 41,9795°B 75,5018°T   | 22:25–22:35             | 3,37 mi (5,42 km)     | 200 yd (180 m) |
| EF0      | Nam Đông Nam Munnsville                                | Madison                       | NY        | 42°56′B 75°35′T / 42,94°B 75,58°T             | 22:55–22:59             | 1,47 mi (2,37 km)     | 175 yd (160 m) |
| EF1      | Đông Bắc Vernon Center                                 | Oneida                        | NY        | 43°03′22″B 75°27′53″T / 43,0562°B 75,4648°T   | 23:10–23:15             | 1,31 mi (2,11 km)     | 200 yd (180 m) |
| EF1      | Bắc Đông Bắc Taberg                                    | Oneida                        | NY        | 43°20′B 75°35′T / 43,33°B 75,59°T             | 23:17–23:20             | 1,38 mi (2,22 km)     | 110 yd (100 m) |
| EF1      | Đông Bắc Allentown                                     | Lehigh                        | PA        | 40°37′48″B 75°25′29″T / 40,63°B 75,4246°T     | 23:21–23:23             | 0,3 mi (0,48 km)      | 160 yd (150 m) |
| EFU      | Đông Đông Bắc Redfield                                 | Lewis                         | NY        | 43°32′B 75°42′T / 43,54°B 75,7°T              | 23:27–23:30             | 0,85 mi (1,37 km)     | 100 yd (91 m)  |
| EF0      | Đông Bắc Kintnersville, PA                             | Hunterdon                     | NJ        | 40°34′B 75°10′T / 40,57°B 75,16°T             | 23:37–23:38             | 0,52 mi (0,84 km)     | 150 yd (140 m) |
| EF3      | Tây West Leyden → Turin                                | Lewis                         | NY        | 43°28′B 75°31′T / 43,46°B 75,51°T             | 23:42–00:14             | 16 mi (26 km)         | 700 yd (640 m) |

### Ngày 8 tháng 8
| Cường độ | Vị trí                | Quận/Hạt/Giáo xứ | Tiểu bang | Toạ độ bắt đầu                                | Thời gian tồn tại (UTC) | Quãng đường di chuyển | Bề rộng tối đa |
| -------- | --------------------- | ---------------- | --------- | --------------------------------------------- | ----------------------- | --------------------- | -------------- |
| EF1      | Mattapoisett          | Plymouth         | MA        | 41°40′51″B 70°50′52″T / 41,6808°B 70,8477°T   | 15:20–15:23             | 0,9 mi (1,4 km)       | 300 yd (270 m) |
| EF0      | Barnstable            | Barnstable       | MA        | 41°40′30″B 70°23′30″T / 41,6751°B 70,3917°T   | 15:52–15:56             | 1,2 mi (1,9 km)       | 650 yd (590 m) |
| EF0      | Tây Tây Nam Tuba City | Coconino         | AZ        | 36°01′B 111°23′T / 36,02°B 111,39°T           | 19:50–20:00             | 4,99 mi (8,03 km)     | 10 yd (9,1 m)  |
| EF3      | Tây Nam Yuma          | Washington, Yuma | CO        | 40°08′44″B 102°54′51″T / 40,1455°B 102,9141°T | 22:39–23:25             | 15,65 mi (25,19 km)   | 212 yd (194 m) |
| EFU      | Bắc Broadwater        | Morrill          | NE        | 41°42′B 102°50′T / 41,7°B 102,84°T            | 22:50                   | 0,05 mi (0,080 km)    | 25 yd (23 m)   |
| EFU      | Đông Nam Yuma         | Yuma             | CO        | 40°03′37″B 102°38′33″T / 40,0603°B 102,6425°T | 23:30–23:46             | 5,28 mi (8,50 km)     | 200 yd (180 m) |
| EF0      | Nam Yuma              | Yuma             | CO        | 39°54′16″B 102°42′58″T / 39,9045°B 102,716°T  | 00:04–00:08             | 1,67 mi (2,69 km)     | 193 yd (176 m) |
| EFU      | Đông Bắc Cope         | Yuma             | CO        | 39°51′19″B 102°41′20″T / 39,8553°B 102,6889°T | 00:19–00:22             | 1 mi (1,6 km)         | 150 yd (140 m) |
| EFU      | Đông Bắc Cope         | Yuma             | CO        | 39°48′46″B 102°39′31″T / 39,8129°B 102,6587°T | 00:23–00:32             | 0,93 mi (1,50 km)     | 75 yd (69 m)   |
| EFU      | Tây Idalia            | Yuma             | CO        | 39°41′19″B 102°30′36″T / 39,6886°B 102,5101°T | 01:00–01:14             | 0,45 mi (0,72 km)     | 150 yd (140 m) |
| EF2      | Tây Nam Idalia        | Yuma, Kit Carson | CO        | 39°36′50″B 102°23′44″T / 39,6139°B 102,3955°T | 01:25–01:47             | 5,29 mi (8,51 km)     | 150 yd (140 m) |
| EFU      | Nam Đông Nam Kanorado | Sherman          | KS        | 39°17′59″B 102°01′22″T / 39,2998°B 102,0227°T | 03:17–03:24             | 1,3 mi (2,1 km)       | 75 yd (69 m)   |

## Tác động không phải do lốc xoáy
Hơn 1.000 báo cáo sơ bộ về gió giật đã được ghi nhận là nghiêm trọng.
Một trận đấu bóng chày Major League giữa Washington Nationals và Philadelphia Phillies tại Nationals Park đã bị hoãn vào ngày 7 tháng 8 do thời tiết xấu. Trận đấu bóng chày giữa New York Mets và Chicago Cubs đã bị hoãn lại 2 giờ 9 phút do trời mưa tại Citi Field. Một buổi hòa nhạc của Carly Rae Jepsen tại The Rooftop at Pier 17 ở thành phố New York đã bị hủy do có giông sét. Một trận đấu Leagues Cup năm 2023 giữa Philadelphia Union và New York Red Bulls đã bị hoãn lại một ngày. Một số thống đốc tiểu bang, bao gồm thống đốc Maryland Wes Moore, thống đốc New York Kathy Hochul và thống đốc West Virginia Jim Justice đã kêu gọi mọi người hãy cảnh giác và chuẩn bị sẵn sàng. Chính quyền của Hochul và các quan chức địa phương ở New York đã sẵn sàng cho các nỗ lực dọn dẹp và ứng phó, trong khi Justice tuyên bố Tình trạng sẵn sàng cho tất cả các quận ở West Virginia.  Các trường học ở Tennessee và Georgia đã đóng cửa. Cảnh báo và theo dõi lốc xoáy đã được đăng trên mười tiểu bang từ Tennessee đến New York, ảnh hưởng đến 29,5 triệu người. Các văn phòng chính phủ Hoa Kỳ tại Washington, D.C đã đóng cửa sớm do dự đoán thời tiết khắc nghiệt. Chuyến đi của Joe Biden đến miền Tây Hoa Kỳ đã bị hoãn lại 90 phút.
Một tình trạng khẩn cấp về lũ quét hiếm hoi đã được ban hành cho Cambridge, Maryland, nơi xảy ra thiệt hại do lũ lụt và cứu hộ trên mặt nước khi lượng mưa 4 inch (100 mm) rơi trong hai giờ. Đường dây điện bị đổ ở Westminster, Maryland, bao gồm cả trên MD 140, khiến hơn bốn mươi người bị mắc kẹt trong ô tô của họ sau khi đường dây điện đang hoạt động bị rơi phía sau và phía trước các phương tiện. Ủy ban Kế hoạch và Công viên Thủ đô Quốc gia tại Maryland đã cấm đường cao tốc Sligo Creek và một con đường khác vì nguy cơ lũ lụt và gió mạnh, khiến cây đổ. Một bản án của Tòa án Quận Hoa Kỳ đã bị hoãn lại do thời tiết khắc nghiệt và phí cầu đường trên Xa lộ Liên tiểu bang 66 lên tới gần ba mươi đô la. Các chuyến tàu bổ sung đã được Washington Metro điều hành để hỗ trợ mọi người đến nơi ở của họ và Trung tâm điều hành khẩn cấp đã được kích hoạt. Các nhà ga xe lửa cũng hoạt động thêm một giờ vì chuyến lưu diễn của Beyoncé đã trả 100.000 đô la để người hâm mộ có thể đến FedExField ở Landover, Maryland và giúp mọi người về nhà. FedexField cũng đang trong lệnh "trú ẩn tại chỗ" do mối đe dọa thời tiết khắc nghiệt sắp xảy ra và lệnh này đã được dỡ bỏ gần hai giờ sau đó. Mặc dù thời tiết khắc nghiệt, một buổi hòa nhạc của Pink vẫn được phép diễn ra, nhưng thời tiết xấu đã buộc người hâm mộ tại Nationals Park phải ở lại sảnh.
Cây đổ đã làm mắc kẹt những người đi bộ đường dài và những người đi cắm trại tại Công viên Tiểu bang Thác Fall Creek và buộc công viên phải đóng cửa. Thiệt hại xảy ra ở phía đông Kentucky và phía tây North Carolina. Lũ lụt xảy ra ở nhiều thị trấn ở Massachusetts, bao gồm North Andover, Lowell và Needham. Hội đồng Tiện ích Knoxville, Tennessee, tuyên bố rằng thiệt hại trên khắp miền đông Tennessee là "lan rộng và sâu rộng".
Vào ngày 8 tháng 8, trận lũ quét tiếp theo đã khiến tuyến đường cao tốc Maine giảm giới hạn tốc độ xuống dưới 45 dặm/giờ (72 km/giờ) về phía nam Falmouth. Tại Syracuse, New York, lượng mưa kỷ lục là 2,45 in (62 mm) đã đổ xuống, khiến Xa lộ Liên tiểu bang 81 và Xa lộ Liên tiểu bang 690 phải đóng cửa trong thời gian dài trong suốt cả ngày 8 tháng 8. Hơn chín sân bay đã ban hành lệnh tạm dừng hoạt động, bao gồm sân bay LaGuardia, sân bay quốc gia Ronald Reagan Washington, sân bay quốc tế Hartsfield–Jackson Atlanta và sân bay quốc tế Baltimore/Washington. Hơn 1.700 chuyến bay đã bị hủy và gần 9.000 chuyến bay bị hoãn trên khắp các sân bay ở miền đông Hoa Kỳ bị ảnh hưởng bởi thời tiết khắc nghiệt. Ít nhất một triệu lần mất điện đã xảy ra trên khắp miền đông Hoa Kỳ và hai người đã thiệt mạng.
Vào ngày 8 tháng 8, những trận giông ở Colorado đã tạo ra một viên mưa đá có đường kính 5,25 in (13,3 cm) ở Kirk, trở thành viên mưa đá lớn nhất trong lịch sử tiểu bang xét về đường kính.
Hội Chữ thập đỏ Hoa Kỳ đã chuẩn bị ứng phó nếu điều kiện cần thiết.